# Liga Nacional de Guatemala 1956
La Liga Nacional de Guatemala 1956 es el octavo torneo de Liga de fútbol de Guatemala. El campeón del torneo fue el Comunicaciones, consiguiendo el primer título de liga de su historia.

## Formato
El formato del torneo era de todos contra todos a dos vueltas, al ganar el partido se otorgaban 2 puntos, si era empate era un punto, por perder el partido no se otorgaban puntos. En caso de empate por puntos se realizaría una serie extra de dos partidos a visita recíproca para determinar quien era el campeón. Los dos últimos lugares eran relegados al descenso.

## Equipos participantes
| Club                | Ciudad              | Departamento |
| ------------------- | ------------------- | ------------ |
| Antigua Guatemala   | Antigua Guatemala   | Sacatepéquez |
| Aurora              | Ciudad de Guatemala | Guatemala    |
| Comunicaciones      | Ciudad de Guatemala | Guatemala    |
| Correos             | Ciudad de Guatemala | Guatemala    |
| Escuintla           | Escuintla           | Escuintla    |
| Folgar              | Ciudad de Guatemala | Guatemala    |
| IRCA                | Ciudad de Guatemala | Guatemala    |
| Municipal           | Ciudad de Guatemala | Guatemala    |
| Tipografía Nacional | Ciudad de Guatemala | Guatemala    |
| Universidad         | Ciudad de Guatemala | Guatemala    |

## Posiciones
|  | Pos. | Equipos             | PJ | PG | PE | PP | GF | GC | Dif. | PTS | Clasificación |
|  | ---- | ------------------- | -- | -- | -- | -- | -- | -- | ---- | --- | ------------- |
|  | 1º   | Comunicaciones      | 18 | 12 | 3  | 3  | 43 | 19 | +24  | 27  | Campeón       |
|  | 2º   | Universidad SC      | 18 | 9  | 6  | 3  | 34 | 25 | +9   | 24  |               |
|  | 3º   | IRCA                | 18 | 8  | 6  | 4  | 28 | 26 | +2   | 22  |               |
|  | 4º   | Aurora              | 18 | 8  | 5  | 5  | 41 | 35 | +6   | 21  |               |
|  | 5º   | Municipal           | 18 | 10 | 1  | 7  | 37 | 32 | +5   | 21  |               |
|  | 6º   | Folgar              | 18 | 7  | 5  | 6  | 34 | 30 | +4   | 19  |               |
|  | 7º   | Escuintla           | 18 | 5  | 4  | 9  | 23 | 31 | -8   | 14  |               |
|  | 8º   | Tipografía Nacional | 18 | 5  | 3  | 10 | 28 | 33 | -5   | 13  |               |
|  | 9°   | Antigua Guatemala   | 18 | 3  | 4  | 11 | 23 | 37 | -14  | 10  | Descenso      |
|  | 10º  | Correos             | 18 | 3  | 3  | 12 | 22 | 40 | -18  | 9   | Descenso      |
|  |      |                     |    |    |    |    |    |    |      |     |               |

## Campeón
| Campeón Temporada 1956   |
| Comunicaciones 1º Título |
| ------------------------ |

## Final por el Ascenso
| 7 de abril de 1956                                                                | Xelajú MC | 4:1 | Jalapa | Estadio Mario Camposeco, Quetzaltenango |  |
| Xelajú Mario Camposeco gana el partido de promoción y asciende a la Liga Nacional |           |     |        |                                         |  |